# China State Construction Engineering
China State Construction Engineering Corporation eller CSCEC (forenklet kinesisk: 中国建筑集团有限公司; traditionelt kinesisk: 中國建築集團有限公司; pinyin: Zhōngguó jiànzhú jítuán yǒuxiàn gōngsī) er en kinesisk statsejet bygge- og anlægsvirksomhed. Målt på omsætning er det verdens største byggevirksomhed og verdens 8. største entreprenørvirksomhed. Virksomheden blev etableret i Beijing i 1957 af den kinesiske stat.